# Forte de Nossa Senhora do Monte do Carmo
O Forte de Nossa Senhora do Monte do Carmo, também conhecido simplesmente como Forte do Barbalho, localiza-se à rua Aristides Ático, s/nº, em Salvador, no litoral do estado da Bahia, no Brasil.

## História

### Antecedentes
No contexto da segunda das Invasões holandesas do Brasil (1630-1654), o capitão pernambucano Luís Barbalho Bezerra (c. 1600-1644), receando um segundo ataque neerlandês às trincheiras de Santo Antônio, fez erguer um reduto no local (1638) (BARRETTO, 1958:179). O seu envolvimento no conflito encontra-se assinalado por uma inscrição epigráfica colocada pelo Instituto Geográfico e Histórico da Bahia em 1938, que reza:
"Aos 18 de Maio de 1638 sahindo Luiz Barbalho deste reducto destroçou definitivamente as tropas de Maurício de Nassau."

### O forte setecentista

Vista panorâmica a partir do forte no século XVIII

O forte foi reconstruído com melhor traçado, em alvenaria de pedra e cal, no Governo Geral de Alexandre de Sousa Freire (1667-1671), pelo Capitão-de-Mar-e-Guerra João Calmon (SOUZA, 1983:169). Uma placa epigráfica sobre o portão de acesso assinala a data da sua conclusão: 25 de agosto de 1712 (RIGHB. t. 3, nº 7, mar. 1896. nota p. 61). Denominado como Forte de Nossa Senhora do Monte do Carmo ou Forte de Nossa Senhora do Monte Carmelo, tinha como função defender, juntamente com o Forte de Santo Antônio além do Carmo, o acesso terrestre Norte à então capital do Estado do Brasil.
Essa defesa foi ampliada pelo Vice-rei D. Pedro Antônio de Noronha Albuquerque e Sousa (1714-1718), dentro do plano de fortificação de Salvador elaborado pelo Brigadeiro Engenheiro Jean Massé em 1714. Este Capitão de Engenheiros francês, após as invasões de corsários franceses à cidade do Rio de Janeiro (1710, 1711), por determinação do rei D. João V (1705-1750), passou, em 1712 com o posto de brigadeiro, ao Brasil para examinar e reparar as fortificações daquele Estado. (SOUSA VITERBO, 1988:154).
As obras prosseguiram no governo do Vice-rei e Capitão-General-de-Mar-e-Terra do Estado do Brasil, D. Vasco Fernandes César de Meneses (1720-1735), sendo interrompidas pelo falecimento do Capitão-Engenheiro João Teixeira, responsável à época pelas obras das praças na Bahia (Forte do Barbalho e Fortaleza do morro de São Paulo), para serem concluídas, em 1736, pelo Vice-rei D. André de Melo e Castro (1735-1749), conforme placa epigráfica sobre o portão, que reza: "O muito alto e poderoso rei D. João V mandou edificar este forte, e se completou sendo V. Rei deste Estado o Conde das Galveas. 1736." (FALCÃO, 1940:39-43).
De acordo com iconografia de José António Caldas (Planta, e fachada do forte do Barbalho. Cartas topográficas contem as plantas e prospectos das fortalezas que defendem a cidade da Bahia de Todos os Santos e seu recôncavo por mar e terra, c. 1764. Arquivo Histórico Ultramarino, Lisboa), a sua planta apresenta o formato de um polígono quadrangular regular, com três baluartes pentagonais e um circular nos vértices, acessados por rampas, a partir do terrapleno. Em torno deste, ao abrigo das muralhas, foram dispostas as edificações de serviço (Quartéis da Tropa, Casa da Palamenta, etc.) e, pelo lado da rampa de acesso, o Corpo da Guarda, superposto pela Casa do Comandante. A portada em tribuna provávelmente faz parte das alterações introduzidas posteriormente, no século XIX.
BARRETTO (1958) informa que foi guarnecido por um capitão e três soldados, e artilhado com quinze peças de ferro (seis de calibre 24 libras, três de 18, três de 10, e três de 6) (op. cit., p. 179-180), acredita-se que em meados do século XVIII.

### O forte no século XIX
Durante a Guerra da Independência do Brasil (1822-1823) com a retirada das tropas portuguesas sob o comando do brigadeiro Inácio Luís Madeira de Melo, a 2 de julho de 1823, esta foi a primeira fortificação a hastear a bandeira do Brasil em Salvador (SOUZA, 1885:97).
Foi palco do motim da tropa e das manifestações populares que exigiram a demissão do Comandante das Armas, General João Chrisostomo Callado (1784-1857), concedida pelo Presidente da Província, Luís Paulo de Araújo Bastos (1830-1831), a 4 de abril de 1831 (GARRIDO, 1940:92).
Em 1837 o seu comando aderiu à Sabinada e, no ano seguinte (1838), ofereceu resistência às forças imperiais, tendo, após sua queda, aí sido detidos cerca de duzentos revoltosos. Utilizado desde 1828 como Cadeia Pública de Salvador, por determinação do então Presidente da Província, José Egídio Gordilho de Barbuda (1827-1830), esse ato foi sancionada pelo Governo Imperial em 1845.
Sofreu reparos em 1853 (GARRIDO, 1940:92), sendo utilizada a partir de 1855 como enfermaria de coléricos do Lazareto de São Lázaro (SOUZA, 1983:169).
Foi visitado em 1859 pelo Imperador D. Pedro II (1840-1889), que registrou em seu diário de viagem:
"30 de Outubro - Fui ver as prisões. (...) A prisão do Barbalho é sofrível. O carcereiro é surdo e parece algum tanto lerdo. O comandante deste forte é também um Coronel, pai do lente Doutor Antunes.
As prisões dos fortes são quase todas abobadadas, e no vão ou encostadas à muralha, com pouca luz e mal arejadas, encontrando em todas as prisões, tanto no Aljube como nos fortes, seu fogão que mais concorre para viciar o ar. O Chefe de Polícia já proibiu este uso, mas a ordem não fora cumprida ainda e ele me disse que os alimentos fornecidos aos presos, uma só vez por dia pela [Santa Casa de] Misericórdia, em virtude de contrato, eram maus e em pequenas quantidades. Dos registros das prisões coligi que há muitas irregularidades em tal serviço, havendo presos de muito tempo sem culpa formada, outros sem guia e sem se conhecer o delito, e demora ilegal na entrega da nota constitucional; o Chefe de Polícia ficou de cuidar desses abusos.
No Barbalho sobre o portão, há esta inscrição: 'O muito alto e poderoso rei, D. João V, mandou edificar este forte e se completou sendo Vice-rei deste Estado o Conde das Galveias, 1736'. (PEDRO II, 2003: 170-171)
No contexto da Questão Christie (1862-1865), o Relatório do Estado das Fortalezas da Bahia ao Presidente da Província, datado de 3 de agosto de 1863, dá-o como inútil para a sua finalidade defensiva, utilizado como prisão civil, citando:
"(...) É um retângulo abaluartado, cujo perímetro de 2.370 palmos possui 41 canhoneiras. Suas muralhas apresentam fendas mais ou menos profundas em diversos pontos; suas canhoneiras estão arruinadas, e tudo o mais que diz respeito às obras que a constituem exigirão consideráveis reparações para que esta fortaleza adquirisse conveniente estado. Mas, cingida como se acha hoje de construções urbanas e sem valor algum para a defesa do porto desta cidade, me parece que de seve reputar completamente inutilizada como praça de guerra, e efetivamente está excluída de semelhantes foros desde bastante tempo e utilizada como prisão de condenados.
Releva dizer que para os fins de sua atual utilidade não possui a fortaleza as precisas acomodações, e nem as condições de vida ali grosseiramente se aproximam das exigidas nos edifícios destinados a tal uso: além disso, a um lastimável abandono parecem [se] dever as suas deteriorações e falta de asseio." (ROHAN, 1896:51, 62)
Em 1886, sofreu novos reparos (GARRIDO, 1940:92) e foi utilizada como Centro de Isolamento de variolosos.

### Do século XX aos nossos dias
De 1892 a 1920 serviu como Quartel de Artilharia (SOUZA, 1983:169). Tomou parte no bombardeio da cidade, juntamente com o Forte de São Marcelo e o Forte de São Pedro, no contexto da Política das Salvações do presidente da República, Hermes da Fonseca (1910-1914). Na ocasião, dia 10 de janeiro de 1912, foram alvejados o Palácio do Governo, a Prefeitura Municipal, o Teatro de São João (GARRIDO, 1940:92) e a Biblioteca Pública de Salvador, tendo esta última se incendiado em decorrência, com a perda de importantes documentos do Arquivo Público da Bahia. GARRIDO (1940) esclarece que, em 1904, sediava o 5º Batalhão de Artilharia de Posição, passando a ser guarnecido, à época da Primeira Guerra Mundial (1914-1918) pelo 4º Batalhão de Artilharia de Posição (1915), ocasião em que recebeu um canhão Krupp L/28 (75 mm, cf. BARRETTO, 1958:180) (op. cit., p. 92). De acordo com BARRETTO (1958), à época (1958), o forte aquartelava a 4ª Companhia de Guarda e a 6ª Companhia de Polícia, da 6ª Região Militar (op. cit., p. 180).
De propriedade da União, o imóvel encontra-se tombada pelo Patrimônio Histórico e Artístico Nacional desde 1957, administrado pelo Governo do Estado da Bahia, que ali abriga um Quartel da Polícia Militar. Para os aficionados da telecartofilia, o seu portão de acesso encimado pelas armas do Império, ilustra um cartão telefônico da série Fortes de Salvador, emitida pela Telebahia em junho de 1998.
Recentemente, visando recuperar e reformar a estrutura física do imóvel, o Governo do Estado da Bahia, através do Instituto do Patrimônio Artístico e Cultural (IPAC), acompanhou a elaboração de projeto de restauro, a cargo da arquiteta Etelvina Rebouças, financiado pelo Programa de Desenvolvimento do Turismo (Prodetur I), com recursos do Banco Interamericano de Desenvolvimento (BID). Aguardava-se, entre fins de 2004 e início de 2005, a aprovação final pelo IPHAN, definindo os critérios para que as mesmas pudessem ser licitadas. A Companhia de Desenvolvimento Urbano (CONDER), que acompanhou o processo desde o início, deveria ser o órgão executor da reforma, estando, à época, já providenciando pequenos reparos no imóvel, enquanto não se iniciavam as obras. Outros recursos para a intervenção necessitavam ser captados, prevendo-se a possibilidade de terem como origem a segunda etapa do Prodetur II.